# インターナショナル・コール・グループ
インターナショナル・コール・グループ (International Coal Group) は、アメリカ合衆国の炭鉱会社である。
アパラチア山脈の北部・中部（ケンタッキー州・メリーランド州・ウェストバージニア州）で12の、イリノイ州で1つの採鉱複合体 (mining complex) を運営している。

## サゴ炭鉱災害
2006年1月2日、ウェストバージニア州のICSが所有するサゴ炭鉱で、爆発事故が起こり、12人が死亡した。